# Torre del Prior
La Torre del Prior és una torre de Tortosa (Baix Ebre) declarada bé cultural d'interès nacional. És una torre de defensa i vigilància de planta quadrada. L'edificació està situada dins d'un grup d'edificis que conformen una explotació agrària, sortint de Jesús cap a Gandesa i Xerta per la carretera Nacional. La torre es presenta per tres dels seus costats com a centre al qual s'afegeixen les altres edificacions (de diferent tipus i mides, i evidentment posteriors en el temps). La sobrietat dels seus murs de maçoneria -pràcticament sense cap obertura- es veu alleugerida pel tractament donat a les seves cantonades, amb pedres cantoneres de proporcions més grans i perfils regulars. El més destacable de l'edificació és el seu conjunt de merlets que, envoltant tota la part superior, descansen sobre permòdols. Aquests es conserven en la seva major part en bon estat, així com la resta de l'edificació (una de les més destacables de la zona, tal com assenyala R. Miravall). R. Miravall diu sobre aquesta: "Està obrada sobre unes bases que es tenen per romanes i sembla que des d'aquestes fins a les d'en Corder s'alçà un dia una gran ciutat, possiblement la Hibera de Polibi".